# KHL (2011/2012)
Sezon KHL 2011/2012 – czwarty sezon ligi KHL został rozegrany na przełomie 2011 i 2012. W rozgrywkach wzięło udział 23 zespoły z pięciu państw: Rosji, Łotwy, Białorusi, Kazachstanu i Słowacji.

## Kluby uczestniczące

### Kluby starające się o angaż
Jeszcze przed zakończeniem sezonu 2010/11 rozpoczęto rozmowy w sprawie rozszerzenia składu ligi zorientowane na inne kraje. Wówczas prezes KHL, Aleksandr Miedwiediew stwierdził, iż „na 99 procent” przyjęty zostanie klub HC Lev Poprad. Ponadto bliski angażu do KHL był fiński klub Espoo Blues oraz włoski HC Milano Vipers. Ponadto stale czynione były starania, aby w KHL występowała drużyna z Ukrainy jako konieczny przedstawiciel z tego kraju. Po niepowodzeniu z przyjęciem klubu HK Budiwelnyk Kijów, następnym i pewnym kandydatem miał być Donbas Donieck, który od 2011 – do czasu zatwierdzenia w KHL – występował w rozgrywkach Wyższej ligi hokejowej. Branym pod uwagę kandydatem do gry od sezonu 2012/2013 był także następny po HC Lev słowacki klub Slovan Bratysława. Kolejnym miastem wchodzącym w rachubę był niemiecki Lipsk, gdzie drużynę na miarę KHL zamierzał stworzyć biznesmen Stefan Lindner. Po odrzuceniu w przeszłości zaproszenia przez kluby Eisbären Berlin i Hannover Scorpions, była to trzecia możliwa ewentualność dla niemieckiego uczestnika w lidze. W maju 2011 potwierdzono, że od sezonu 2012/13 do ligi przystąpi drużyna z Mediolanu – Milano Rossoblu. W związku z tym poinformowano, iż od 2012 roku miałyby być przyjęte Milano Vipers, Espoo oraz Slovan. Ponadto w czerwcu 2011 informowano, że o miejsce w lidze starać się będzie federacja hokeja na lodzie z Bułgarii. W lutym 2012 pojawiły się doniesienia medialne o rozmowach zmierzających do przyjęcia w skład ligi niemieckiej drużyny DEG Metro Stars (klub przechodził w tym czasie problemy finansowe, a ewentualny angaż wiązałby się ze wsparciem finansowym rosyjskich sponsorów).

### Uczestnicy
W sezonie 2011/2012 kontynuowany był podział zespołów według kryteriów geograficznych (w myśl wzoru zaczerpniętego z rozgrywek NHL). W porównaniu do poprzedniego sezonu liga zrzeszała drużyny z pięciu państw – Rosji, Łotwy, Białorusi, Kazachstanu oraz nowego państwa – Słowacji (dotąd reprezentowane były cztery kraje). Tym samym granice geograficzne ligi KHL przekroczyły w 2011 obręb byłego bloku Związku Radzieckiego.
W poprzedniej edycji KHL 2010/11 brało udział 23 kluby. W rozgrywkach sezonu 2011/12 pierwotnie miało wziąć udział 24 drużyny. Zaplanowana zmiana liczby drużyn w porównaniu do poprzedniego sezonu wiązała się z przyjęciem do rozgrywek słowackiego klubu HC Lev Poprad. Klub ten trafił do Dywizji Bobrowa, w której w poprzednim sezonie istniało wakujące miejsce (liczyła 5 drużyn). Druga zmiana liczby uczestników – w tym przypadku nieoczekiwana – została wymuszona siłą wyższą i wiązała się z wycofaniem z rozgrywek drużyny Łokomotiwu, po katastrofie lotniczej 7 września i śmierci całej drużyny tego klubu. W związku z tym w sezonie uczestniczyło ostatecznie 23 kluby.
| Dywizja            | Klub                       | Miasto             | Rok zał.           | Rok doł.           | Trener              | Kapitan drużyny     | Lodowisko          | Pojemność          |                    |
| Konferencja Zachód | Konferencja Zachód         | Konferencja Zachód | Konferencja Zachód | Konferencja Zachód | Konferencja Zachód  | Konferencja Zachód  | Konferencja Zachód | Konferencja Zachód | Konferencja Zachód |
| ------------------ | -------------------------- | ------------------ | ------------------ | ------------------ | ------------------- | ------------------- | ------------------ | ------------------ | ------------------ |
| Bobrowa            | CSKA Moskwa                | Moskwa             | 1946               | 1946               | Július Šupler       | Nikołaj Pronin      | PSZ CSKA           | 5 600              |                    |
| Bobrowa            | Dinamo Moskwa              | Moskwa             | 2010               | 2010               | Oļegs Znaroks       | Aleksiej Kudaszow   | Megasport Arena    | 12 126             |                    |
| Bobrowa            | Dinamo Ryga                | Ryga               | 2008               | 2008               | Pekka Rautakallio   | Sandis Ozoliņš      | Arēna Rīga         | 10 300             |                    |
| Bobrowa            | HC Lev Poprad              | Poprad             | 2010               | 2011               | Radim Rulík         | Ľuboš Bartečko      | Zimný štadión      | 4 464              |                    |
| Bobrowa            | SKA Sankt Petersburg       | Petersburg         | 1946               | 1992               | Miloš Říha          | Witalij Wiszniewski | Pałac Lodowy       | 12 300             |                    |
| Bobrowa            | Spartak Moskwa             | Moskwa             | 1946               | 2007               | Andriej Sidorienko  | Oleg Piganowicz     | LDS Sokolniki      | 5 000              |                    |
| Tarasowa           | Atłant Mytiszczi           | Mytiszczi          | 2005               | 2005               | Janne Karlsson      | Dmitrij Upper       | Mytiszczi Arena    | 7 000              |                    |
| Tarasowa           | Dynama Mińsk               | Mińsk              | 2004               | 2008               | Marek Sýkora        | Jaroslav Obšut      | Mińsk-Arena        | 15 000             |                    |
| Tarasowa           | Łokomotiw Jarosław         | Jarosław           | 1949               | 1987               |                     |                     | Arena 2000         | 9 000              |                    |
| Tarasowa           | Siewierstal Czerepowiec    | Czerepowiec        | 1956               | 1989               | Aleksandr Smirnow   | Jewgienij Kietow    | PL Czerepowiec     | 6 000              |                    |
| Tarasowa           | Torpedo Niżny Nowogród     | Niżny Nowogród     | 1947               | 2007               | Kari Jalonen        | Jewgienij Warłamow  | PS Związków Zaw.   | 5 500              |                    |
| Tarasowa           | Witiaź Czechow             | Czechow            | 2004               | 2005               | Andriej Nazarow     | Daniił Markow       | PZ Witiaź          | 3 300              |                    |
| Konferencja Wschód |                            |                    |                    |                    |                     |                     |                    |                    |                    |
| Charłamowa         | Ak Bars Kazań              | Kazań              | 1956               | 1992               | Władimir Krikunow   | Aleksiej Morozow    | Tatneft Arena      | 10 000             |                    |
| Charłamowa         | Awtomobilist Jekaterynburg | Jekaterynburg      | 2006               | 2009               | Andriej Martemianow | Andriej Subottin    | KKR Uralec         | 5 500              |                    |
| Charłamowa         | Jugra Chanty-Mansyjsk      | Chanty-Mansyjsk    | 2006               | 2010               | Siergiej Szepeliew  | Jewgienij Błochin   | Arena Jugra        | 5 500              |                    |
| Charłamowa         | Mietałłurg Magnitogorsk    | Magnitogorsk       | 1950               | 1990               | Fiodor Kanarejkin   | Siergiej Fiodorow   | Ariena Mietałłurg  | 7 700              |                    |
| Charłamowa         | Nieftiechimik Niżniekamsk  | Niżniekamsk        | 1968               | 1995               | Władimir Gołubowicz | Maksim Piestuszko   | SCC Arena          | 5 500              |                    |
| Charłamowa         | Traktor Czelabińsk         | Czelabińsk         | 1947               | 2006               | Walerij Biełousow   | Władimir Antipow    | Traktor Arena      | 7 500              |                    |
| Czernyszowa        | Amur Chabarowsk            | Chabarowsk         | 1966               | 2006               | Hannu Jortikka      | Aleksandr Krysanow  | Platinum Arena     | 7 100              |                    |
| Czernyszowa        | Awangard Omsk              | Omsk               | 1950               | 1991               | Raimo Summanen      | Alaksiej Kalużny    | Arena Omsk         | 10 318             |                    |
| Czernyszowa        | Barys Astana               | Astana             | 1999               | 2008               | Andriej Szajanow    | Kevin Dallman       | PS Kazachstan      | 5 532              |                    |
| Czernyszowa        | Mietałłurg Nowokuźnieck    | Nowokuźnieck       | 1949               | 1992               | Anatolij Jemielin   | Siergiej Brylin     | PS Kuźnieck        | 8 040              |                    |
| Czernyszowa        | Saławat Jułajew Ufa        | Ufa                | 1957               | 1992               | Wener Safin         | Wiktor Kozłow       | Ufa-Ariena         | 8 400              |                    |
| Czernyszowa        | Sibir Nowosybirsk          | Nowosybirsk        | 1962               | 2002               | Dmitrij Juszkiewicz | Georgijs Pujacs     | PSZ Sibir          | 7 400              |                    |

Legenda: Rok zał. – rok założenia klubu, Rok doł. – rok dołączenia do KHL, PS – Pałac Sportowy, PSZ – Pałac Sportów Zimowych, PZ – Pałac Zimowy, PL – Pałac Lodowy

## Sezon regularny
Runda zasadnicza trwała od 7 września 2011 do 26 lutego 2012. W tym czasie 23 drużyny rozegrały 54 kolejki ligowe.

### Katastrofa lotnicza drużyny Łokomotiw Jarosław
W pierwszy dzień rozgrywek, 7 września 2011 miała miejsce katastrofa lotnicza samolotu pasażerskiego JAK-42 w pobliżu Jarosławia. Na pokładzie maszyny znajdowała się drużyna Łokomotiwu Jarosław udająca się do Mińska na inaugaryjny mecz sezonu z Dynama Mińsk. W wyniku wypadku zginęli wszyscy zawodnicy drużyny oraz członkowie ekipy klubu (pierwotnie ocalały napastnik Aleksandr Galimow zmarł 5 dni później).
W związku z tragicznym wypadkiem, przerwany został trwający mecz o Puchar Otwarcia rozgrywany w tym czasie w Ufie. Natychmiast zawieszono do odwołania całe rozgrywki nowego sezonu. Pozostałe kluby ligi włączyły się we wszelaką pomoc finansowo-organizacyjną dla Łokomotiwu, jednak pomimo deklaracji o możliwości wsparcia z zewnątrz dla klubu w postaci wystawienia dla niego zawodników przez inne zespoły KHL (i tym samym stworzenia zupełnie nowej drużyny), prezes Łokomotiwu Jurij Jakowlew poinformował o wycofaniu drużyny z rozgrywek w bieżącym sezonie. Informację te potwierdziły władze KHL.
Celem uhonorowania zmarłych hokeistów i całego klubu, władze KHL zdecydowały, że trofeum Puchar Otwarcia zmieni swoją nazwę i odtąd każdy mecz rozpoczynający nowy sezon KHL będzie rozgrywany o Puchar Łokomotiwu.
Ponowne rozpoczęcie rozgrywek nastąpiło 12 września 2011. Dla upamiętnienia ofiar katastrofy wszystkie drużyny KHL występowały w trakcie sezonu w koszulkach z czarno-białym emblematem Łokomotiwu i datą 07.09.2011.

### Puchar Otwarcia / Puchar Łokomotiwu
Na 7 września 2011 zaplanowano pierwotnie po raz czwarty w historii spotkanie o Puchar Otwarcia, w którym rywalizować miały drużyny Saławat Jułajew Ufa (mistrz KHL) oraz Atłant Mytiszczi (finalista poprzedniej edycji). Spotkanie miało odbyć się w Ufie. W związku z katastrofą samolotu z drużyną Łokomotiwu, która wydarzyła się w tym samym czasie, trwający mecz został przerwany podczas pierwszej tercji. Decyzją władz KHL Puchar Otwarcia przemianowano na Puchar Łokomotiwu. Spotkanie zostało rozegrane ponownie 12 września 2011 i zakończyło się zwycięstwem Saławatu w stosunku 5:3 (mimo że Atłant prowadził w meczu już 0:3).

### Mecz Gwiazd
Mecz Gwiazd KHL sezonu 2011/12 odbył się 21 stycznia 2012 w Rydze. Areną spotkania było lodowisko drużyny Dinama Ryga, Arēna Rīga. Wzorem poprzedniego sezonu, jako formułę meczu przyjęto spotkanie dwóch drużyn złożonych z przedstawicieli Konferencji Wschód i Zachód i pod przewodnictwem dwóch wybitnych hokeistów. Pierwszej ekipie przewodził Łotysz Sandis Ozoliņš (Dinamo Ryga), a drugiej Rosjanin Siergiej Fiodorow (Mietałłurg Magnitogorsk).
- Mecz hokejowy: Drużyna Ozoliņša – Drużyna Fiodorowa 11:15[22]
- Konkursy umiejętności – Show Mistrzów: Drużyna Ozoliņša – Drużyna Fiodorowa 4:5
  - Najszybszy zawodnik: Miķelis Rēdlihs, DO – 13,86 sek. (1:0)
  - Najdalszy strzał: Dmitrij Kalinin, DO (2:0)
  - Slalom z krążkiem: DO (3:0)
  - Konkurs bramkarzy: Chris Holt, DO (4:0)
  - Celność strzałów: Siergiej Moziakin, DF (4:1)
  - Najsilniejszy strzał: Aleksandr Riazancew, DF – 174 km/h zwycięskie osiągnięcie, 183,67 km/h najmocniejsze ze wszystkich (4:2)
  - Konkurs rzutów karnych: Władimir Tarasienko, DF (4:3)
  - Pojedynek kapitanów: Sandis Ozoliņš – Siergiej Fiodorow 10:12 (4:4)
  - Drużynowy konkurs szybkości: DF (4:5)

Dodatkowo odbył się mecz z udziałem legend hokejowych. Drużynie łotewskiej przewodził Helmuts Balderis, a rosyjskiej Wiaczesław Fietisow. Spotkanie zakończyło się zwycięstwem drużyny Rosjan 11:7. W składzie gospodarzy wystąpili m.in. Sergejs Naumovs, Normunds Sējējs, Sergejs Povečerovskis, Oļegs Znaroks, a w drużynie gości zagrali m.in. Aleksiej Kasatonow, Władimir Małachow, Aleksiej Gusarow, Aleksandr Miedwiediew, Siergiej Makarow, Andriej Kowalenko, Wiaczesław Bucajew.

### Tabela
Tabela zaktualizowana po zakończeniu rundy zasadniczej.
| Konferencja Zachód |                         |    |    |    |    |    |    |    |         |     |     |
| Dywizja Bobrowa    |                         |    |    |    |    |    |    |    |         |     |     |
| Lp.                | Drużyna                 | M  | Z  | ZD | ZK | PD | PK | P  | Bramki  | +/− | Pkt |
| 1                  | SKA Sankt Petersburg    | 54 | 32 | 1  | 5  | 3  | 2  | 11 | 205-130 | +75 | 113 |
| 2                  | Dinamo Moskwa           | 54 | 31 | 1  | 3  | 3  | 1  | 15 | 144-116 | +28 | 105 |
| 3                  | Dynamo Ryga             | 54 | 20 | 2  | 4  | 7  | 0  | 21 | 129-136 | -7  | 79  |
| 4                  | CSKA Moskwa             | 54 | 19 | 3  | 0  | 7  | 0  | 25 | 119-129 | -10 | 70  |
| 5                  | Spartak Moskwa          | 54 | 15 | 2  | 5  | 3  | 2  | 27 | 124-163 | -39 | 64  |
| 6                  | HC Lev Poprad           | 54 | 13 | 0  | 3  | 5  | 4  | 29 | 125-162 | -37 | 54  |
| Dywizja Tarasowa   |                         |    |    |    |    |    |    |    |         |     |     |
| Lp.                | Drużyna                 | M  | Z  | ZD | ZK | PD | PK | P  | Bramki  | +/− | Pkt |
| 1                  | Torpedo Niżny Nowogród  | 54 | 24 | 0  | 6  | 5  | 2  | 17 | 157-132 | +25 | 91  |
| 2                  | Atłant Mytiszczi        | 54 | 20 | 4  | 7  | 4  | 0  | 19 | 130-134 | -4  | 86  |
| 3                  | Siewierstal Czerepowiec | 54 | 23 | 0  | 5  | 4  | 2  | 20 | 142-133 | +9  | 85  |
| 4                  | Dynama Mińsk            | 54 | 21 | 0  | 7  | 3  | 3  | 20 | 158-148 | +10 | 83  |
| 5                  | Witiaź Czechow          | 54 | 10 | 1  | 5  | 1  | 1  | 36 | 108-193 | -85 | 44  |
| x                  |                         |    |    |    |    |    |    |    |         |     |     |

| Konferencja Wschód  |                            |    |    |    |    |    |    |    |         |     |     |
| Dywizja Charłamowa  |                            |    |    |    |    |    |    |    |         |     |     |
| Lp.                 | Drużyna                    | M  | Z  | ZD | ZK | PD | PK | P  | Bramki  | +/− | Pkt |
| 1                   | Traktor Czelabińsk         | 54 | 32 | 2  | 5  | 4  | 0  | 11 | 163-116 | +47 | 114 |
| 2                   | Mietałłurg Magnitogorsk    | 54 | 29 | 1  | 1  | 1  | 2  | 20 | 150-137 | +13 | 94  |
| 3                   | Ak Bars Kazań              | 54 | 27 | 1  | 2  | 4  | 1  | 19 | 167-136 | +31 | 92  |
| 4                   | Jugra Chanty-Mansyjsk      | 54 | 19 | 1  | 9  | 3  | 3  | 19 | 139-134 | +5  | 83  |
| 5                   | Nieftiechimik Niżniekamsk  | 54 | 20 | 2  | 3  | 3  | 1  | 25 | 142-165 | -23 | 74  |
| 6                   | Awtomobilist Jekaterynburg | 54 | 9  | 3  | 4  | 5  | 3  | 30 | 105-165 | -60 | 49  |
| Dywizja Czernyszowa |                            |    |    |    |    |    |    |    |         |     |     |
| Lp.                 | Drużyna                    | M  | Z  | ZD | ZK | PD | PK | P  | Bramki  | +/− | Pkt |
| 1                   | Awangard Omsk              | 54 | 26 | 0  | 5  | 4  | 1  | 18 | 133-115 | +18 | 93  |
| 2                   | Saławat Jułajew Ufa        | 54 | 23 | 3  | 4  | 5  | 1  | 18 | 173-152 | +21 | 89  |
| 3                   | Barys Astana               | 54 | 25 | 2  | 1  | 3  | 1  | 22 | 160-160 | 0   | 85  |
| 4                   | Amur Chabarowsk            | 54 | 23 | 1  | 4  | 3  | 2  | 21 | 166-139 | +27 | 84  |
| 5                   | Mietałłurg Nowokuźnieck    | 54 | 18 | 2  | 4  | 9  | 0  | 21 | 108-130 | -22 | 75  |
| 6                   | Sibir Nowosybirsk          | 54 | 12 | 2  | 4  | 7  | 2  | 27 | 132-154 | -22 | 57  |

Legenda: Lp. – miejsce, M – mecze, Z – zwycięstwa, ZD – zwycięstwa po dogrywce, ZK – zwycięstwa po rzutach karnych, PD – porażki po dogrywce, PK – porażki po rzutach karnych, P – porażki, Br – bramki, Bl – bilans bramkowy, Pkt – punkty     = zwycięzcy dywizji,     = awans do fazy play-off

### Statystyki indywidualne
Statystyki zaktualizowane po zakończeniu rundy zasadniczej.
Zawodnicy z pola łącznie
| Gole                              | Gole | Asysty                        | Asysty | Punkty                        | Punkty |
| --------------------------------- | ---- | ----------------------------- | ------ | ----------------------------- | ------ |
| Brandon Bochenski (Barys)         | 27   | Aleksandr Radułow (Saławat)   | 38     | Aleksandr Radułow (Saławat)   | 63     |
| Aleksandr Radułow (Saławat)       | 25   | Tony Mårtensson (SKA)         | 38     | Tony Mårtensson (SKA)         | 61     |
| Danis Zaripow (Ak Bars)           | 25   | Wadim Szypaczow (Siewierstal) | 37     | Brandon Bochenski (Barys)     | 59     |
| Maksim Piestuszko (Nieftiechimik) | 24   | Kevin Dallman (Barys)         | 36     | Wadim Szypaczow (Siewierstal) | 59     |
| Tony Mårtensson (SKA)             | 23   | Brandon Bochenski (Barys)     | 32     | Kevin Dallman (Barys)         | 54     |

Obrońcy
| Gole                          | Gole | Asysty                        | Asysty | Punkty                        | Punkty |
| ----------------------------- | ---- | ----------------------------- | ------ | ----------------------------- | ------ |
| Aleksandr Riazancew (Traktor) | 18   | Kevin Dallman (Barys)         | 36     | Kevin Dallman (Barys)         | 54     |
| Kevin Dallman (Barys)         | 18   | Kiriłł Kolcow (Saławat)       | 32     | Mikko Mäenpää (Amur)          | 36     |
| Dmitrij Kalinin (SKA)         | 15   | Witalij Proszkin (Saławat)    | 30     | Aleksandr Riazancew (Traktor) | 36     |
| Mikko Mäenpää (Amur)          | 14   | Maksim Czudinow (Siewierstal) | 26     | Dmitrij Kalinin (SKA)         | 36     |
| Janne Niskala (Atłant)        | 12   | Juuso Hietanen (Torpedo)      | 25     | Maksim Czudinow (Siewierstal) | 35     |

Bramkarze
| Skuteczność interwencji (w %) | Skuteczność interwencji (w %) | Średnia goli straconych (na mecz)     | Średnia goli straconych (na mecz) | Mecze bez straty gola                 | Mecze bez straty gola |
| ----------------------------- | ----------------------------- | ------------------------------------- | --------------------------------- | ------------------------------------- | --------------------- |
| Aleksiej Murygin (Amur)       | 93,0                          | Wital Kowal (Torpedo)                 | 1,75                              | Wasilij Koszeczkin (Siewierstal)      | 6                     |
| Wital Kowal (Torpedo)         | 93,0                          | Aleksandr Jeriomienko (Dinamo Moskwa) | 1,91                              | Aleksandr Jeriomienko (Dinamo Moskwa) | 6                     |
| Michaił Biriukow (Jugra)      | 93,0                          | Karri Rämö (Awangard)                 | 1,96                              | Michaił Biriukow (Jugra)              | 6                     |
| Ari Ahonen (Magnitogorsk)     | 92,9                          | Michael Garnett (Traktor)             | 1,97                              | Ján Laco (Lev)                        | 5                     |
| Konstantin Barulin (Atłant)   | 92,9                          | Rastislav Staňa (CSKA)                | 2,06                              | Chris Holt (Ryga)                     | 5                     |

Pozostałe
| Klasyfikacja +/−              | Klasyfikacja +/− | Zwycięskie gole                 | Zwycięskie gole | Minuty kar                | Minuty kar |
| ----------------------------- | ---------------- | ------------------------------- | --------------- | ------------------------- | ---------- |
| Tony Mårtensson (SKA)         | +35              | Jewgienij Kuzniecow (Traktor)   | 9               | Kip Brennan (Witiaź)      | 240        |
| Dienis Dienisow (SKA)         | +29              | Władimir Tarasienko (Sibir/SKA) | 6               | Jon Mirasty (Witiaź)      | 197        |
| Mattias Weinhandl (SKA)       | +25              | Štefan Ružička (Spartak)        | 6               | Jeremy Yablonski (Witiaź) | 174        |
| Aleksandr Riazancew (Traktor) | +25              | Miķelis Rēdlihs (Ryga)          | 5               | Nick Tarnasky (Witiaź)    | 173        |
| Konstantin Panow (Traktor)    | +25              | Martin Thörnberg (Torpedo)      | 5               | Jewgienij Artiuchin (SKA) | 150        |

## Faza play-off

### Rozstawienie
Po zakończeniu sezonu zasadniczego 16 zespołów zapewniło sobie start w fazie play-off. Drużyna Traktora Czelabińsk uzyskała najlepszy wynik punktowy z wszystkich zespołów w lidze, zdobywając 114 punktów w 54 spotkaniach i została nagrodzona Pucharem Kontynentu. Tym samym Traktor został najwyżej rozstawioną drużyną w Konferencji Wschód. Kolejne miejsce rozstawione uzupełnili mistrzowie dywizji: Awangard Omsk (Wschód), oraz SKA Sankt Petersburg (pierwsze miejsce w Konferencji Zachód) i Torpedo Niżny Nowogród (Zachód). Pary ćwierćfinałowe konferencji ustalone zostały według pozycji na liście punktowej w konferencjach – w myśl zasady 1-8, 2-7, 3-6 i 4-5.
| Konferencja Zachód 1. SKA Sankt Petersburg – mistrz Dywizji Bobrowa i Konferencji Zachód (113 pkt) 2. Torpedo Niżny Nowogród – mistrz Dywizji Tarasowa (91 pkt) 3. Dinamo Moskwa (105 pkt) 4. Atłant Mytiszczi (86 pkt) 5. Siewierstal Czerepowiec (85 pkt) 6. Dynama Mińsk (83 pkt) 7. Dynamo Ryga (79 pkt) 8. CSKA Moskwa (70 pkt) |  | Konferencja Wschód 1. Traktor Czelabińsk – mistrz Dywizji Charłamowa i Konferencji Wschód (114 pkt) 2. Awangard Omsk – mistrz Dywizji Czernyszowa (93 pkt) 3. Mietałłurg Magnitogorsk (94 pkt) 4. Ak Bars Kazań (92 pkt) 5. Saławat Jułajew Ufa (89 pkt) 6. Barys Astana (85 pkt) 7. Amur Chabarowsk (84 pkt) 8. Jugra Chanty-Mansyjsk (83 pkt) |

### Schemat play-off
Po zakończeniu sezonu zasadniczego nastąpiła faza play-off przebiegająca w systemie „pucharowym” o mistrzostwo obu konferencji, a finalnie o zwycięstwo w całych rozgrywkach KHL. Rywalizacja w konferencjach była toczona w czterech rundach (ćwierćfinały, półfinały i finały konferencji). Drużyny, który zajęły w konferencjach wyższe miejsce w sezonie zasadniczym (1-4), miały przywilej roli gospodarza ewentualnego siódmego meczu w rywalizacji. Przy tym zdobywca Pucharu Kontynentu (w tym wypadku Traktor Czelabińsk) mógł być ewentualnie zawsze gospodarzem siódmego meczu. Wszystkie cztery rundy rozgrywane były w formule do czterech zwycięstw według schematu: 2-2-1-1-1 (co oznacza, że klub wyżej rozstawiony rozgrywał w roli gospodarza mecze nr 1 i 2 oraz ewentualnie 5 i 7). Niżej rozstawiona drużyna rozgrywała w swojej hali mecz trzeci, czwarty i ewentualnie szósty.
W razie braku rozstrzygnięcia po regulaminowych 60 minutach meczu, zarządzana była dogrywka aż do uzyskania w niej zwycięskiego gola. W przeciwieństwie do sezonu zasadniczego, dogrywka trwała 20 minut (w sezonie regularnym 5 minut). Brak rozstrzygnięcia w dogrywce skutkował zarządzeniem kolejnych 20 minut (druga dogrywka) itd., aż do wyłonienia zwycięzcy meczu. Tym samym w fazie play-off nie obowiązywało rozstrzygnięcie meczu w drodze rzutów karnych (w sezonie zasadniczym rzuty karne zarządza się w razie braku rozstrzygnięcia po 5-minutowej dogrywce).
Faza play-off rozpoczęła się 29 lutego 2012, a zakończyła 25 kwietnia 2012.
|  |                          |                          |                          |                         |   |                       |                        |                       |  |  |                    |                    |                    |  |  |                         |                         |                         |
|  | Ćwierćfinały Konferencji | Ćwierćfinały Konferencji | Ćwierćfinały Konferencji |                         |   | Półfinały Konferencji | Półfinały Konferencji  | Półfinały Konferencji |  |  | Finały Konferencji | Finały Konferencji | Finały Konferencji |  |  | Finał o Puchar Gagarina | Finał o Puchar Gagarina | Finał o Puchar Gagarina |
|  | Ćwierćfinały Konferencji | Ćwierćfinały Konferencji | Ćwierćfinały Konferencji |                         |   | Półfinały Konferencji | Półfinały Konferencji  | Półfinały Konferencji |  |  | Finały Konferencji | Finały Konferencji | Finały Konferencji |  |  | Finał o Puchar Gagarina | Finał o Puchar Gagarina | Finał o Puchar Gagarina |
|  |                          |                          |                          |                         |   |                       |                        |                       |  |  |                    |                    |                    |  |  |                         |                         |                         |
|  |                          |                          |                          |                         |   |                       |                        |                       |  |  |                    |                    |                    |  |  |                         |                         |                         |
|  | 1                        | SKA Sankt Petersburg     | 4                        |                         |   |                       |                        |                       |  |  |                    |                    |                    |  |  |                         |                         |                         |
|  | 1                        | SKA Sankt Petersburg     | 4                        |                         |   |                       |                        |                       |  |  |                    |                    |                    |  |  |                         |                         |                         |
|  | 8                        | CSKA Moskwa              | 1                        |                         |   |                       |                        |                       |  |  |                    |                    |                    |  |  |                         |                         |                         |
|  | 8                        | CSKA Moskwa              | 1                        |                         |   | 1                     | SKA Sankt Petersburg   | 4                     |  |  |                    |                    |                    |  |  |                         |                         |                         |
|  |                          |                          |                          |                         |   | 1                     | SKA Sankt Petersburg   | 4                     |  |  |                    |                    |                    |  |  |                         |                         |                         |
|  |                          |                          | 4                        | Atłant Mytiszczi        | 2 |                       |                        |                       |  |  |                    |                    |                    |  |  |                         |                         |                         |
|  | 2                        | Torpedo Niżny Nowogród   | 4                        | Atłant Mytiszczi        | 2 | 4                     |                        |                       |  |  |                    |                    |                    |  |  |                         |                         |                         |
|  | 2                        | Torpedo Niżny Nowogród   |                          |                         |   |                       |                        |                       |  |  |                    |                    |                    |  |  |                         |                         |                         |
|  | 7                        | Dinamo Ryga              | 3                        |                         |   |                       |                        |                       |  |  |                    |                    |                    |  |  |                         |                         |                         |
|  | 7                        | Dinamo Ryga              | 3                        |                         |   | 1                     | SKA Sankt Petersburg   | 0                     |  |  |                    |                    |                    |  |  |                         |                         |                         |
|  | Konferencja Zachód       |                          |                          |                         |   | 1                     | SKA Sankt Petersburg   | 0                     |  |  |                    |                    |                    |  |  |                         |                         |                         |
|  |                          |                          | 3                        | Dinamo Moskwa           | 4 |                       |                        |                       |  |  |                    |                    |                    |  |  |                         |                         |                         |
|  | 3                        | Dinamo Moskwa            | 3                        | Dinamo Moskwa           | 4 | 4                     |                        |                       |  |  |                    |                    |                    |  |  |                         |                         |                         |
|  | 3                        | Dinamo Moskwa            |                          |                         |   |                       |                        |                       |  |  |                    |                    |                    |  |  |                         |                         |                         |
|  | 6                        | Dynama Mińsk             | 0                        |                         |   |                       |                        |                       |  |  |                    |                    |                    |  |  |                         |                         |                         |
|  | 6                        | Dynama Mińsk             | 0                        |                         |   | 2                     | Torpedo Niżny Nowogród | 3                     |  |  |                    |                    |                    |  |  |                         |                         |                         |
|  |                          |                          |                          |                         |   | 2                     | Torpedo Niżny Nowogród | 3                     |  |  |                    |                    |                    |  |  |                         |                         |                         |
|  |                          |                          | 3                        | Dinamo Moskwa           | 4 |                       |                        |                       |  |  |                    |                    |                    |  |  |                         |                         |                         |
|  | 4                        | Atłant Mytiszczi         | 3                        | Dinamo Moskwa           | 4 | 4                     |                        |                       |  |  |                    |                    |                    |  |  |                         |                         |                         |
|  | 4                        | Atłant Mytiszczi         |                          |                         |   |                       |                        |                       |  |  |                    |                    |                    |  |  |                         |                         |                         |
|  | 5                        | Siewierstal Czerepowiec  | 2                        |                         |   |                       |                        |                       |  |  |                    |                    |                    |  |  |                         |                         |                         |
|  | 5                        | Siewierstal Czerepowiec  | 2                        |                         |   | Z                     | Dinamo Moskwa          | 4                     |  |  |                    |                    |                    |  |  |                         |                         |                         |
|  |                          |                          |                          |                         |   |                       |                        |                       |  |  |                    |                    |                    |  |  |                         |                         |                         |
|  |                          |                          | W                        | Awangard Omsk           | 3 |                       |                        |                       |  |  |                    |                    |                    |  |  |                         |                         |                         |
|  | 1                        | Traktor Czelabińsk       | W                        | Awangard Omsk           | 3 | 4                     |                        |                       |  |  |                    |                    |                    |  |  |                         |                         |                         |
|  | 1                        | Traktor Czelabińsk       |                          |                         |   |                       |                        |                       |  |  |                    |                    |                    |  |  |                         |                         |                         |
|  | 8                        | Jugra Chanty-Mansyjsk    | 1                        |                         |   |                       |                        |                       |  |  |                    |                    |                    |  |  |                         |                         |                         |
|  | 8                        | Jugra Chanty-Mansyjsk    | 1                        |                         |   | 1                     | Traktor Czelabińsk     | 4                     |  |  |                    |                    |                    |  |  |                         |                         |                         |
|  |                          |                          |                          |                         |   | 1                     | Traktor Czelabińsk     | 4                     |  |  |                    |                    |                    |  |  |                         |                         |                         |
|  |                          |                          | 5                        | Ak Bars Kazań           | 2 |                       |                        |                       |  |  |                    |                    |                    |  |  |                         |                         |                         |
|  | 2                        | Awangard Omsk            | 5                        | Ak Bars Kazań           | 2 | 4                     |                        |                       |  |  |                    |                    |                    |  |  |                         |                         |                         |
|  | 2                        | Awangard Omsk            |                          |                         |   |                       |                        |                       |  |  |                    |                    |                    |  |  |                         |                         |                         |
|  | 7                        | Amur Chabarowsk          | 0                        |                         |   |                       |                        |                       |  |  |                    |                    |                    |  |  |                         |                         |                         |
|  | 7                        | Amur Chabarowsk          | 0                        |                         |   | 1                     | Traktor Czelabińsk     | 1                     |  |  |                    |                    |                    |  |  |                         |                         |                         |
|  | Konferencja Wschód       |                          |                          |                         |   | 1                     | Traktor Czelabińsk     | 1                     |  |  |                    |                    |                    |  |  |                         |                         |                         |
|  |                          |                          | 2                        | Awangard Omsk           | 4 |                       |                        |                       |  |  |                    |                    |                    |  |  |                         |                         |                         |
|  | 3                        | Mietałłurg Magnitogorsk  | 2                        | Awangard Omsk           | 4 | 4                     |                        |                       |  |  |                    |                    |                    |  |  |                         |                         |                         |
|  | 3                        | Mietałłurg Magnitogorsk  |                          |                         |   |                       |                        |                       |  |  |                    |                    |                    |  |  |                         |                         |                         |
|  | 6                        | Barys Astana             | 3                        |                         |   |                       |                        |                       |  |  |                    |                    |                    |  |  |                         |                         |                         |
|  | 6                        | Barys Astana             | 3                        |                         |   | 2                     | Awangard Omsk          | 4                     |  |  |                    |                    |                    |  |  |                         |                         |                         |
|  |                          |                          |                          |                         |   | 2                     | Awangard Omsk          | 4                     |  |  |                    |                    |                    |  |  |                         |                         |                         |
|  |                          |                          | 3                        | Mietałłurg Magnitogorsk | 1 |                       |                        |                       |  |  |                    |                    |                    |  |  |                         |                         |                         |
|  | 4                        | Ak Bars Kazań            | 3                        | Mietałłurg Magnitogorsk | 1 | 4                     |                        |                       |  |  |                    |                    |                    |  |  |                         |                         |                         |
|  | 4                        | Ak Bars Kazań            |                          |                         |   |                       |                        |                       |  |  |                    |                    |                    |  |  |                         |                         |                         |
|  | 5                        | Saławat Jułajew Ufa      | 2                        |                         |   |                       |                        |                       |  |  |                    |                    |                    |  |  |                         |                         |                         |
|  | 5                        | Saławat Jułajew Ufa      | 2                        |                         |   |                       |                        |                       |  |  |                    |                    |                    |  |  |                         |                         |                         |
|  |                          |                          |                          |                         |   |                       |                        |                       |  |  |                    |                    |                    |  |  |                         |                         |                         |

### Ćwierćfinały konferencji
Zachód
SKA Sankt Petersburg – CSKA Moskwa 3:1 (4:1, 7:1, 2:3 d., 2:1 d., 5:0)

Torpedo Niżny Nowogród – Dinamo Ryga 4:3 (7:3, 1:2 d., 3:4 d., 4:1, 3:2, 1:3, 2:0)

Dinamo Moskwa – Dynama Mińsk 4:0 (2:1 d., 2:0, 4:2, 3:1)

Atłant Mytiszczi – Siewierstal Czerepowiec 4:2 (1:0, 3:1, 1:2 d., 0:4, 3:1, 2:1)
Wschód
Traktor Czelabińsk – Jugra Chanty-Mansyjsk 4:1 (3:1, 2:5, 7:6, 6:3, 1:0)

Awangard Omsk – Amur Chabarowsk 4:0 (4:2, 4:3, 4:2, 3:1)

Mietałłurg Magnitogorsk – Barys Astana 4:3 (3:2, 1:4, 2:3, 1:4, 4:3 d., 4:3 d., 2:1 d.)

Ak Bars Kazań – Saławat Jułajew Ufa 4:2 (0:3, 3:2 d., 4:3 d., 3:0, 1:2, 3:2)

### Półfinały konferencji
Zachód
SKA Sankt Petersburg – Atłant Mytiszczi 4:2 (4:0, 7:1, 1:2 d., 5:1, 1:3, 4:0)

Torpedo Niżny Nowogród – Dinamo Moskwa 2:4 (0:1, 3:2 d., 4:3 d., 2:3, 2:4, 2:3)
Wschód
Traktor Czelabińsk – Ak Bars Kazań 4:2 (3:1, 2:1, 1:2 d., 3:2, 1:2 3d., 4:1)

Awangard Omsk – Mietałłurg Magnitogorsk 4:1 (0:1 d., 5:2, 3:1, 5:3, 3:2 d.)

### Finały konferencji
Zachód
SKA Sankt Petersburg – Dinamo Moskwa 0:4 (4:5 d., 1:2, 1:3, 1:6)
Wschód
Traktor Czelabińsk – Awangard Omsk 1:4 (3:1, 2:3 d., 0:1, 1:3, 0:1)

### Finał Pucharu Gagarina
Awangard Omsk – Dinamo Moskwa 3:4 (2:1, 1:2, 1:0, 2:1 d., 2:3, 2:5, 0:1)
Jedynego gola w ostatnim decydującym, siódmym meczu finałów zdobył Czech, Jakub Klepiš.

### Statystyki indywidualne
Statystyki zaktualizowane po zakończeniu fazy play-off.
Zawodnicy z pola łącznie
| Gole                             | Gole | Asysty                               | Asysty | Punkty                               | Punkty |
| -------------------------------- | ---- | ------------------------------------ | ------ | ------------------------------------ | ------ |
| Michaił Anisin (Dinamo Moskwa)   | 14   | Konstantin Gorowikow (Dinamo Moskwa) | 14     | Roman Červenka (Awangard)            | 21     |
| Roman Červenka (Awangard)        | 11   | Roman Červenka (Awangard)            | 10     | Konstantin Gorowikow (Dinamo Moskwa) | 20     |
| Władimir Tarasienko (SKA)        | 10   | Kiriłł Kolcow (SKA)                  | 9      | Michaił Anisin (Dinamo Moskwa)       | 19     |
| Marek Kvapil (Dinamo Moskwa)     | 8    | Dominik Graňák (SKA)                 | 9      | Władimir Tarasienko (SKA)            | 16     |
| Aleksandr Pierieżogin (Awangard) | 8    | Dienis Kokariew (Dinamo Moskwa)      | 9      | Marek Kvapil (Dinamo Moskwa)         | 12     |

Obrońcy
| Gole                         | Gole | Asysty                         | Asysty | Punkty                         | Punkty |
| ---------------------------- | ---- | ------------------------------ | ------ | ------------------------------ | ------ |
| Dmitrij Kalinin (SKA)        | 5    | Kiriłł Kolcow (Saławat)        | 9      | Ilja Gorochow (Dinamo Moskwa)  | 11     |
| Juuso Hietanen (Torpedo)     | 4    | Dominik Graňák (Dinamo Moskwa) | 9      | Dominik Graňák (Dinamo Moskwa) | 11     |
| Witalij Proszkin (Saławat)   | 3    | Deron Quint (Traktor)          | 8      | Dmitrij Kalinin (SKA)          | 10     |
| Andrew Hutchinson (Barys)    | 3    | Ilja Gorochow (Dinamo Moskwa)  | 8      | Martin Škoula (Awangard)       | 10     |
| Daniił Markow (Magnitogorsk) | 3    | Martin Škoula (Awangard)       | 8      | Kiriłł Kolcow (SKA)            | 10     |

Bramkarze
| Skuteczność interwencji (w %)         | Skuteczność interwencji (w %) | Średnia goli straconych (na mecz)     | Średnia goli straconych (na mecz) | Mecze bez straty gola                 | Mecze bez straty gola |
| ------------------------------------- | ----------------------------- | ------------------------------------- | --------------------------------- | ------------------------------------- | --------------------- |
| Edgars Masaļskis (Jugra)              | 95,8                          | Wasilij Koszeczkin (Siewierstal)      | 1,32                              | Jakub Štěpánek (SKA)                  | 3                     |
| Wasilij Koszeczkin (Siewierstal)      | 95,8                          | Edgars Masaļskis (Jugra)              | 1,36                              | Aleksandr Jeriomienko (Dinamo Moskwa) | 3                     |
| Petri Vehanen (Ak Bars)               | 94,3                          | Karri Rämö (Awangard)                 | 1,54                              | Karri Rämö (Awangard)                 | 3                     |
| Aleksandr Jeriomienko (Dinamo Moskwa) | 94,3                          | Aleksandr Jeriomienko (Dinamo Moskwa) | 1,56                              | Wasilij Koszeczkin (Siewierstal)      | 1                     |
| Karri Rämö (Awangard)                 | 94,0                          | Michael Garnett (Traktor)             | 1,76                              | Erik Ersberg (Saławat)                | 1                     |

Pozostałe
| Klasyfikacja +/−               | Klasyfikacja +/− | Zwycięskie gole                      | Zwycięskie gole | Minuty kar                  | Minuty kar |
| ------------------------------ | ---------------- | ------------------------------------ | --------------- | --------------------------- | ---------- |
| Kiriłł Lamin (Awangard)        | +12              | Michaił Anisin (Dinamo Moskwa)       | 5               | Leo Komarov (Dinamo Moskwa) | 49         |
| Władimir Tarasienko (SKA)      | +10              | Konstantin Gorowikow (Dinamo Moskwa) | 3               | Aleksiej Siemionow (SKA)    | 45         |
| Dominik Graňák (Dinamo Moskwa) | +10              | Marek Kvapil (Dinamo Moskwa)         | 3               | Fiodor Fiodorow (SKA)       | 44         |
| Ilja Gorochow (Dinamo Moskwa)  | +10              | Aleksandr Pierieżogin (Awangard)     | 3               | Andriej Siergiejew (CSKA)   | 40         |
| Aleksandr Kuczeriawienko (SKA) | +9               | Roman Červenka (Awangard)            | 2               | Jewgienij Artiuchin (SKA)   | 40         |

### Skład triumfatorów
Skład zdobywcy Pucharu Gagarina – drużyny Dinamo Moskwa – w sezonie 2011/2012:
| Szkoleniowcy: - Oļegs Znaroks (trener) - Władimir Fiedosow (asystent trenera) Bramkarze: - Aleksandr Jeriomienko - Aleksiej Wołkow |  | Obrońcy: - Dienis Barancew - Aleksandr Bojkow - Ilja Gorochow - Dominik Graňák - Janne Jalasvaara - Filip Novák - Maksim Sołowjow - Igor Szczadiłow - Dmitrij Wiszniewski - Maksim Wielikow |  | Napastnicy: - Michaił Anisin - Jurij Babienko - Artiom Czernow - Konstantin Gorowikow - Jakub Klepiš - Dienis Kokariew - Leo Komarov - Siergiej Końkow - Wiaczesław Kozłow - Aleksiej Kudaszow (kapitan) - Wiaczesław Kuwajew - Marek Kvapil - Dienis Mosalow - Dmitrij Piestunow - Siergiej Soin - Grigorij Szafigulin - Dienis Tołpieko - Konstantin Wołkow |

## Kontrole antydopingowe
W wyniku przeprowadzonych kontroli antydopingowych okazało się, iż zawodnik Awangardu Omsk, Anton Biełow był pod wpływem niedozwolonych środków dopingujących podczas meczu w dniu 15 kwietnia 2012. Testy wykazały pozytywny wynik na zawartość metyloheksanaminy. Także hokeista SKA, Maksim Rybin nie przeszedł udanie kontroli antydopingowej, gdyż w jego organizmie wykryto podwyższoną zawartość sibutraminy (lek stosowany hamujący łaknienie w leczeniu otyłości). Oba środki są zakazane przez Światową Agencję Antydopingową (WADA).

## Nagrody, trofea i wyróżnienia

### Trofea drużynowe
- Puchar Otwarcia: Saławat Jułajew Ufa
- Puchar Kontynentu: Traktor Czelabińsk
- Puchar Gagarina: Dinamo Moskwa
- Nagroda Wsiewołoda Bobrowa (dla najskuteczniejszej drużyny w sezonie): SKA Sankt Petersburg (254 goli w 69 meczach – 205 w sezonie regularnym plus 49 w fazie play-off).

### Zawodnicy miesiąca i etapów
| Miesiąc                  | Bramkarz                                | Obrońca                                   | Napastnik                                  | Pierwszoroczniak                           |
| ------------------------ | --------------------------------------- | ----------------------------------------- | ------------------------------------------ | ------------------------------------------ |
| Wrzesień                 | Jakub Štěpánek (SKA Sankt Petersburg)   | Aleksandr Osipow (Amur Chabarowsk)        | Wadim Szypaczow (Siewierstal Czerepowiec)  | Andriej Siergiejew (CSKA Moskwa)           |
| Październik              | Michael Garnett (Traktor Czelabińsk)    | Witalij Szułakow (Amur Chabarowsk)        | Władimir Tarasienko (Sibir Nowosybirsk)    | Nikita Toczicki (Witiaź Czechow)           |
| Listopad                 | Michael Garnett (Traktor Czelabińsk)    | Aleksandr Riazancew (Traktor Czerepowiec) | Wadim Szypaczow (Siewerstal Czerepowiec)   | Siergiej Barbaszew (CSKA Moskwa)           |
| Grudzień                 | Ari Ahonen (Mietałłurg Magnitogorsk)    | Jewgienij Miedwiediew (Ak Bars Kazań)     | Aleksandr Radułow (Saławat Jułajew Ufa)    | Dmitrij Ługin (Amur Chabarowsk)            |
| Styczeń                  | Teemu Lassila (Mietałłurg Nowokuźnieck) | Kevin Dallman (Barys Astana)              | Jewgienij Kuzniecow (Traktor Czelabińsk)   | Stanisław Boczarow (Jugra Chanty-Mansyjsk) |
| Luty                     | Aleksandr Jeriomienko (Dinamo Moskwa)   | Guntis Galviņš (Dinamo Ryga)              | Robert Nilsson (Torpedo Niżny Nowogród)    | Roman Tatalin (Witiaź Czechow)             |
| Ćwierćfinały konferencji | Aleksandr Jeriomienko (Dinamo Moskwa)   | Andrew Hutchinson (Barys Astana)          | Michaił Warnakow (Torpedo Niżny Nowogród)  | Dmitrij Ługin (Amur Chabarowsk)            |
| Półfinały konferencji    | Jakub Štěpánek (SKA Sankt Petersburg)   | Dominik Graňák (Dinamo Moskwa)            | Roman Červenka (Awangard Omsk)             | Dienis Gołubiew (Ak Bars Kazań)            |
| Marzec                   | Michael Garnett (Traktor Czelabińsk)    | Ilja Gorochow (Dinamo Moskwa)             | Władimir Tarasienko (SKA Sankt Petersburg) | –                                          |
| Finały konferencji       | Karri Rämö (Awangard Omsk)              | Ilja Gorochow (Dinamo Moskwa)             | Dienis Mosalow (Dinamo Moskwa)             | –                                          |
| Kwiecień                 | Aleksandr Jeriomienko (Dinamo Moskwa)   | Martin Škoula (Awangard Omsk)             | Michaił Anisin (Dinamo Moskwa)             | –                                          |
| Puchar Gagarina          | Aleksandr Jeriomienko (Dinamo Moskwa)   | Ilja Gorochow (Dinamo Moskwa)             | Konstantin Gorowikow (Dinamo Moskwa)       | –                                          |

### Nagrody indywidualne
Podczas uroczystości w dniu 23 maja 2012 wręczono 21 nagród (Nagroda Wsiewołoda Bobrowa oraz indywidualne wyróżnienia):
- Złoty Kij – Najbardziej Wartościowy Gracz (MVP) sezonu regularnego: Aleksandr Radułow (Saławat Jułajew Ufa) – po raz trzeci z rzędu
- Mistrz Play-off – Najbardziej Wartościowy Gracz (MVP) fazy play-off: Aleksandr Jeriomienko (Dinamo Moskwa)
- Nagroda dla najskuteczniejszego strzelca sezonu: Amerykanin Brandon Bochenski (Barys Astana) – 27 goli w sezonie zasadniczym.
- Nagroda dla najlepiej punktującego zawodnika (punktacja kanadyjska): Aleksandr Radułow (Saławat Jułajew Ufa) – w sezonie regularnym uzyskał 63 punktów (25 goli i 38 asyst).
- Nagroda dla najlepiej punktującego obrońcy: Kanadyjczyk Kevin Dallman (Barys Astana) – uzyskał 54 punkty (18 goli i 36 asyst).
- Nagroda „Sekundy” (dla strzelca najszybszego i najpóźniejszego gola w meczu):
  - Marek Kvapil (Dinamo Moskwa) – strzelił bramkę w 9. sekundzie meczu Dinamo Moskwa-Spartak Moskwa 17.09.2011.
  - Danis Zaripow (Ak Bars Kazań) – w fazie play-off podczas trzeciej dogrywki meczu uzyskał gola w 108. minucie 54. sekundzie spotkania Ak Bars Kazań-Traktor Czelabińsk 22.03.2012.
- Nagroda Walentina Sycza (przyznawana prezesowi, który w sezonie kierował najlepiej klubem): Michaił Tiurkin (OHK Dinamo).
- Nagroda Andrieja Starowojtowa (Złoty Gwizdek) (dla najlepszego sędziego sezonu): Wiaczesław Bulianow z Moskwy.
- Najbardziej Wartościowy Gracz (MVP) Sezonu (dla zawodnika legitymującego się najlepszym współczynnikiem w klasyfikacji „+,-” po sezonie regularnym): Szwed Tony Mårtensson (SKA Sankt Petersburg) – uzyskał wynik +35 w 54 meczach.
- Żelazny Człowiek (dla zawodnika, który rozegrał najwięcej spotkań mistrzowskich w ostatnich trzech sezonach): Aleksandr Pierieżogin (Awangard Omsk) – 208 rozegranych meczów.
- Najlepsza Trójka (dla najskuteczniejszego tercetu napastników w sezonie regularnym): Aleksiej Morozow, Danis Zaripow i Fin Niko Kapanen (Ak Bars Kazań) – razem zgromadzili 46 gole.
- Najlepszy Trener Sezonu: Oļegs Znaroks (Dinamo Moskwa).
- Nagroda za Wierność Hokejowi (dla największego weterana hokejowego za jego cenny wkład w sukces drużyny): Andriej Subbotin (Awtomobilist Jekaterynburg), który jako pierwszy rozegrał 1000 spotkań w rozgrywkach hokejowych o Mistrzostwo Rosji
- Nagroda dla najlepszego pierwszoroczniaka sezonu KHL im. Aleksieja Czeriepanowa: Dmitrij Ługin (Amur Chabarowsk).
- Dżentelmen na Lodzie (dla jednego obrońcy i jednego napastnika – honorująca graczy, którzy łączą sportową doskonałość z nieskazitelnym zachowaniem): łotewski obrońca Krišjānis Rēdlihs (Dinamo Ryga, 57 meczów, 7 goli, 16 asyst, +15 punktów i 14 minut kar) oraz szwedzki napastnik Tony Mårtensson (SKA Sankt Petersburg, 69 meczów, 24 gole, 41 asyst, +33 punkty i 12 minut kar).
- Najlepszy Bramkarz Sezonu (w wyniku głosowania trenerów): Aleksandr Jeriomienko (Dinamo Moskwa).
- Złoty Kask (przyznawany sześciu zawodnikom wybranym do składu gwiazd sezonu):
  - Aleksandr Jeriomienko (Dinamo Moskwa) – bramkarz,
  - Dmitrij Kalinin (SKA Sankt Petersburg) – obrońca,
  - Kevin Dallman (Barys Astana) – obrońca,
  - Aleksandr Radułow (Saławat Jułajew Ufa) – napastnik (po raz trzeci z rządu),
  - Roman Červenka (Awangard Omsk) – napastnik,
  - Michaił Anisin (Dinamo Moskwa) – napastnik.
- Nagroda dla najlepszego komentatora TV sezonu: zespół redakcyjny stacji Hockey24 TV-Program
- Tytuł najlepszego kanału telewizyjnego: stacja radiowo-telewizyjna z Omska.
- Nagroda Dmitrija Ryżkowa (dla najlepszego komentatora hokejowego): Oleg Mosalow (KHL-TV).
- Nagroda dla najlepszych lekarzy drużyn (po raz pierwszy, przyznawana przez Centrum Medyczne KHL zespołom lekarzy ze wszystkich trzech lig: KHL, WHL i MHL): rodzina Andrieja Zimina, przez 20 lat lekarza drużyny Łokomotiw Jarosław, który zginął wraz z drużyną 7 września 2011 w katastrofie lotniczej.

## Ostateczna kolejność
| Lp. | Drużyna                    |
| --- | -------------------------- |
| 1   | Dinamo Moskwa              |
| 2   | Awangard Omsk              |
| 3   | Traktor Czelabińsk         |
| 4   | SKA Sankt Petersburg       |
| 5   | Ak Bars Kazań              |
| 6   | Mietałłurg Magnitogorsk    |
| 7   | Torpedo Niżny Nowogród     |
| 8   | Atłant Mytiszczi           |
| 9   | Saławat Jułajew Ufa        |
| 10  | Siewierstal Czerepowiec    |
| 11  | Barys Astana               |
| 12  | Amur Chabarowsk            |
| 13  | Dynama Mińsk               |
| 14  | Jugra Chanty-Mansyjsk      |
| 15  | Dynamo Ryga                |
| 16  | CSKA Moskwa                |
| 17  | Mietałłurg Nowokuźnieck    |
| 18  | Nieftiechimik Niżniekamsk  |
| 19  | Spartak Moskwa             |
| 20  | Sibir Nowosybirsk          |
| 21  | HC Lev Poprad              |
| 22  | Awtomobilist Jekaterynburg |
| 23  | Witiaź Czechow             |